# Tripoli International Airport

i7
i11
i13
Der Tripoli International Airport (arabisch مطار طرابلس العالمي, DMG Maṭār Ṭarābulus al-ʿālamī, IATA-Code: TIP, ICAO-Code: HLLT) liegt bei Ben Gaschir, 34 km südlich des Stadtzentrums von Tripolis.
Er ist der größte Flughafen in Libyen und diente als Heimatbasis für Afriqiyah Airways (seit 2001), Libyan Airlines (seit 1963) und Alajnihah Airways. Der Flughafen verfügt über eine asphaltierte Start- und Landebahn, welche mit einem Instrumentenlandesystem ausgestattet ist. Im Juli 2014 wurde er bei Kämpfen im Libyschen Bürgerkrieg zerstört und blieb für mehrere Jahre geschlossen. Der Verkehr wurde zwischenzeitlich über den Mitiga International Airport abgewickelt. Die Wiedereröffnung für den Passagierbetrieb erfolgte im Juli 2017.

## Geschichte

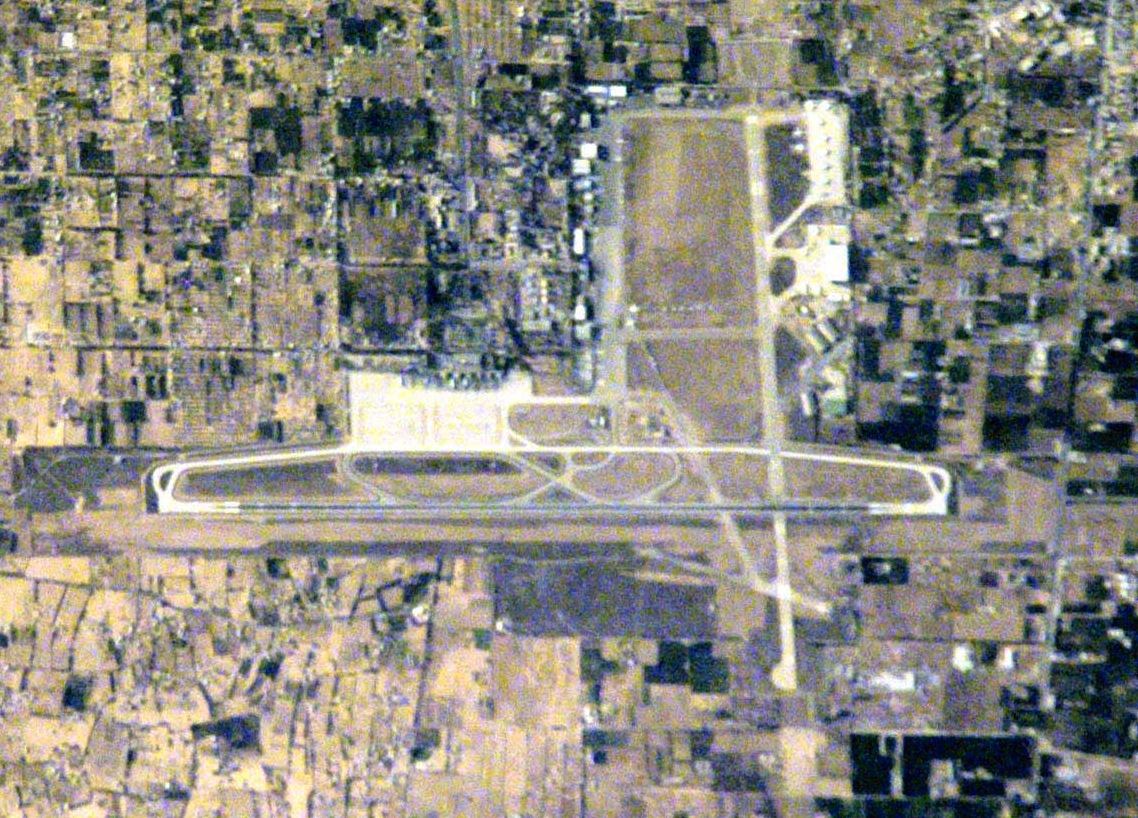
Luftaufnahme des Flughafens Tripolis

### Italienischer Stützpunkt
Errichtet wurde die Anlage während der Kolonialzeit (vgl. Italienisch-Libyen) als italienischer Luftwaffenstützpunkt Castelbenito. Hier waren im Zweiten Weltkrieg Einheiten des italienischen 5. Fliegerkorps stationiert. Nachdem sich die Achsenmächte 1943 aus Libyen zurückgezogen hatten (vgl. Afrikafeldzug), wurde die Basis von der britischen Royal Air Force übernommen und unter dem Namen RAF Castel Benito genutzt.

### Britischer Stützpunkt
In den 1950er und 1960er Jahren trug der Militärflugplatz den Namen RAF Idris.
Am 29. Juli 1953 erfolgte die Unterzeichnung eines Freundschafts- und Beistandsvertrages zwischen dem jungen Königreich Libyen und Großbritannien, wodurch der Flugplatz in Tripoli Idris International Airport umbenannt wurde. Die britische Luftwaffe erhielt Verfügungsrechte auf diesem Flughafen sowie in El-Adam bei Tobruk, während die US Air Force die benachbarte Wheelus Air Force Base betrieb. Während der Sueskrise 1956 kam es zur Bombardierung von Flugplätzen in Ägypten durch die britischen Streitkräfte. Britische Kampfflugzeuge nutzten für ihre Operationen am Suez auch libysche Luftwaffenstützpunkte. Mit der Machtergreifung Gaddafis endete der Nutzungsvertrag 1969 vorzeitig.

### Libysche Nutzung
Im Jahr 1978 wurde der Flughafen für den nationalen und internationalen Flugverkehr modernisiert. Das heute bestehende Terminal für internationale Flüge beruht auf einem Entwurf des britischen Ingenieurs Alexander Gibb.
Im September 2007 hat die libysche Regierung Ausbaupläne für Tripoli International bekannt gegeben. Ein Firmenkonsortium aus Brasilien, der Türkei, dem Libanon und Frankreich erhielt den Zuschlag für ein Investitionsvolumen von 2,1 Milliarden US-Dollar (ca. 1,6 Milliarden EURO). Gebaut werden zwei neue Terminals mit je 162.000 Quadratmetern Fläche, die zusammen eine Kapazität von 20 Millionen Passagiere pro Jahr haben. Obwohl die ersten Bauarbeiten noch im Herbst 2007 begannen, verzögerte sich die Fertigstellung des Projekts immer weiter. Angesichts der desolaten Zustände in Libyen ist in absehbarer Zeit kein Weiterbau zu erwarten.
In der Nacht vom 24. zum 25. August 2011 ereigneten sich im Zuge des Bürgerkriegs in Libyen am Flughafen Kämpfe zwischen Rebellen und Gaddafi-treuen Truppen. Ein Flugzeug ging dabei in Flammen auf.
Am 23. August 2014 eroberten islamistische Milizen den Flughafen. Vorausgegangen waren Kämpfe, die seit Mitte Juli 2014 andauerten und bei denen mehr als 200 Menschen ums Leben kamen. Mutmaßlich fielen elf Passagierflugzeuge in die Hände der Islamisten.
Seit 2017 befindet sich das Hauptquartier der Streitkräfte Libyens, welche mit Fayiz as-Sarradsch assoziiert sind auf dem Gebäude des Flughafens.

## Zwischenfälle
Im Zusammenhang mit Flugbetrieb auf dem Flughafen kam es unter anderem zu den folgenden Zwischenfällen:
- Am 1. Februar 1949 drehte eine Avro York I der British Overseas Airways Corporation (BOAC) (Luftfahrzeugkennzeichen G-AGJD) beim Seitenwind-Start auf dem Militärflugplatz Tripolis-Castel Benito nach rechts weg; es wurde überkorrigiert und die Maschine stürzte ab. Alle 15 Insassen, 6 Besatzungsmitglieder und 9 Passagiere, überlebten.[9]

- Am 4. Februar 1949 stürzte eine Douglas DC-4/C-54A-1-DO der britischen Skyways (1946) (G-AJPL) im Anflug auf den Militärflugplatz Tripolis-Castel Benito ab. Bei starkem Regen fiel in etwa 700 Fuß (210 Metern) Höhe das Triebwerk Nr. 4 (rechts außen) aus, gleich danach auch Triebwerk Nr. 3 (rechts innen). Die Maschine verlor an Höhe und stürzte ins Gelände. Von den 53 Insassen überlebten 52 den Unfall; eines der neun Besatzungsmitglieder kam ums Leben. Grund für den doppelten Triebwerksausfall waren fehlerhafte Bedienungen der Treibstoffzufuhr aus den Tanks.[10]

- Am 7. November 1949 verunglückte eine Avro Lancastrian C.1 der British Overseas Airways Corporation (BOAC) (G-AGMM) auf dem Militärflugplatz Tripolis-Castel Benito. Nähere Einzelheiten sind derzeit nicht verfügbar. Über Personenschäden ist nichts bekannt, es gab jedoch keine Todesfälle.[11]

- Am 22. Juli 1953 fielen an einer Handley Page Hastings C.1 der Royal Air Force (TG613) 90 Minuten nach dem Start und 224 Kilometer vom Militärflugplatz RAF Idris entfernt drei der vier Triebwerke aus. Dadurch wurde eine Notwasserung unvermeidlich, bei der beide Tragflächen abgerissen wurden. Alle Insassen, Besatzungsmitglieder und Passagiere, wurden von einem Schiff aufgenommen und überlebten den Unfall, sechs davon verletzt. „Ölschlucken“ der Motoren schien ein möglicher Grund für den Ausfall der drei Motoren nacheinander zu sein.[12]

- Am 21. September 1955 wurde nach drei fehlgeschlagenen Anflugversuchen eine Canadair C-4 Argonaut der British Overseas Airways Corporation (G-ALHL) ins Gelände geflogen, als die Maschine beim vierten Versuch 360 Meter vor der Landebahn Bäume streifte und abstürzte (Controlled flight into terrain). Von den 47 Personen an Bord wurden 15 getötet.[13]

- Am 22. April 1956 wurde eine Avro York C.1 der British Overseas Airways Corporation (BOAC) (G-AGNS) auf dem Tripoli Idris International Airport am Boden irreparabel beschädigt. Alle Insassen überlebten.[14]

- Am 1. Juni 1970 wurde nach zwei fehlgeschlagenen Anflugversuchen auf Landebahn 18 eine Tupolew Tu-104A der tschechoslowakischen CSA (OK-NDD) ins Gelände geflogen, als die Piloten einen dritten Versuch aus der Gegenrichtung unternahmen. Bei diesem CFIT (Controlled flight into terrain) wurden alle 13 Personen an Bord getötet, zehn Besatzungsmitglieder und drei Passagiere.[15]

- Am 2. Januar 1971 streifte die De Havilland DH.106 Comet 4C SU-ALC der United Arab Airlines beim Anflug in einer Flughöhe von knapp 120 Meter eine Düne. Bei diesem Controlled flight into terrain starben alle Personen an Bord, acht Passagiere und acht Besatzungsmitglieder.[16]

- Am 27. Juli 1989 streifte eine McDonnell Douglas DC-10-30 der Korean Air (HL7328) während des Anflugs auf die Start- und Landebahn 27 vier Häuser und mehrere Fahrzeuge. Der Anflug wurde trotz des Ausfalls des Instrumentenlandesystems ILS und extrem schlechter Sichtbedingungen (30 bis 240 m) durchgeführt. Bei diesem Controlled flight into terrain kamen von den 199 Personen an Bord 75 ums Leben, davon drei der 18 Besatzungsmitglieder. Außerdem wurden vier Personen am Boden getötet (siehe auch Korean-Air-Flug 803).[17]

- Am 22. Dezember 1992 stieß eine Boeing 727-2L5 der Libyan Arab Airlines (5A-DIA)  beim Landeanflug in einer Höhe von 3500 Fuß (rund 1100 m) mit einer MiG-23UB der libyschen Luftwaffe zusammen und stürzte ab. Dabei starben alle 157 Personen an Bord der Boeing. Die beiden Insassen des Kampfflugzeuges überlebten (siehe auch Libyan-Arab-Airlines-Flug 1103).[18]

- Am 12. Mai 2010 verunglückte ein Airbus A330-202 der Afriqiyah Airways (5A-ONG) ebenfalls beim Landeanflug, kurz vor Erreichen der Landebahn. Von den 104 Passagieren und Besatzungsmitgliedern starben 103, nur ein Kind überlebte den Unfall (siehe auch Afriqiyah-Airways-Flug 771).[19]